# 1928년 동계 올림픽 스피드스케이팅
1928년 동계 올림픽 스피드스케이팅은 1928년 2월 13일부터 2월 14일까지 스위스 장크트모리츠에서 경기가 진행되었다. 그러나 메달은 3개의 세부종목에만 수여되었는데, 10000m 경기가 종료되지 않았기 때문이다. 그리고 1924년 대회에만 기획된 '종합' 종목은 폐지되었다. 그리고 500m 경기는 1위의 기록이 같아 공동 1위 처리를 하고 2위 수상을 하지 않았다.

## 결과

### 메달 집계
| 순위 | 국가     | 금메달 | 은메달 | 동메달 | 합계 |
| ---- | -------- | ------ | ------ | ------ | ---- |
| 1    | 노르웨이 | 2      | 1      | 3      | 6    |
| 2    | 핀란드   | 2      | 1      | 1      | 4    |
| 3    | 미국     | 0      | 0      | 1      | 1    |
| 합계 | 합계     | 4      | 4      | 4      | 12   |

### 메달리스트
| 종목          | 금                                 | 은                                 | 동                                 |
| ------------- | ---------------------------------- | ---------------------------------- | ---------------------------------- |
| 500m 자세히   | 베른트 에벤센 · 노르웨이           | 수여되지 않음                      | 존 패럴 · 미국                     |
| 500m 자세히   | 베른트 에벤센 · 노르웨이           | 수여되지 않음                      | 조코 프리만 · 핀란드               |
| 500m 자세히   | 클라스 툰베르그 · 핀란드           | 수여되지 않음                      |                                    |
| 500m 자세히   | 로알르 라르센 · 노르웨이           | 수여되지 않음                      |                                    |
| 1500m 자세히  | 클라스 툰베르그 · 핀란드           | 베른트 에벤센 · 노르웨이           | 이바르 발랑루 · 노르웨이           |
| 5000m 자세히  | 이바르 발랑루 · 노르웨이           | 율리우스 스쿠트나브 · 핀란드       | 베른트 에벤센 · 노르웨이           |
| 10000m 자세히 | 5차 시기때 얼음이 녹아서 경기 중단 | 5차 시기때 얼음이 녹아서 경기 중단 | 5차 시기때 얼음이 녹아서 경기 중단 |

## 참가 국가
14개 국가에서 온 40명의 선수가 참가하였다.
| - 네덜란드 (2명) - 노르웨이 (8명) - 독일 (3명) - 라트비아 (1명) |  | - 리투아니아 (1명) - 미국 (4명) - 스웨덴 (1명) - 에스토니아 (2명) |  | - 영국 (3명) - 오스트리아 (3명) - 캐나다 (3명) |  | - 프랑스 (2명) - 핀란드 (6명) - 헝가리 (1명) |